# Marriottella
Marriottella är ett släkte av tvåvingar. Marriottella ingår i familjen borrflugor.
Kladogram enligt Catalogue of Life:
| Marriottella | \| \| Marriottella exquisita \| \| \| \| \| \| Marriottella sepsoides \| \| \| \| |
|              | \| \| Marriottella exquisita \| \| \| \| \| \| Marriottella sepsoides \| \| \| \| |
|              | Marriottella exquisita                                                            |
|              |                                                                                   |
|              | Marriottella sepsoides                                                            |
|              |                                                                                   |